# Джавонон (район Рудаки)
Джавонон (тадж. Ҷавонон; до 2008 года — Янгиобод) — село в районе Рудаки Республики Таджикистан. Входит в состав джамоата (сельской общины) Сарикишти района Рудаки.
Находится недалеко от г. Душанбе, на расстоянии 21 км от райцентра (пгт. Сомониён) и 3 км от центра общины (село Махмадшои-Боло).
Население — 1177 чел. (2017).